# Бриджменская библиотека искусств
Бриджменская библиотека искусств (англ. The Bridgeman Art Library) — библиотека с филиалами в Лондоне, Париже, Нью-Йорке и Берлине, владеющая одним из самых полных архивов репродукций произведений искусства. Библиотека сотрудничает со многими художественными галереями и музеями. Основана в 1972 году виконтессой Гарриет Бриджмен.
В 1999 году Бриджменская библиотека искусств подала иск против корпорации Corel в окружной суд Соединённых Штатов по южному округу Нью-Йорка, который постановил, что точные фотографические копии изображений, находящихся в общественном достоянии, не могут быть защищены авторским правом, потому что в них отсутствует новизна. Даже если точное воспроизводство требует большого количества навыков, опыта и усилий, ключевым элементом для того, чтобы материал мог охраняться авторским правом согласно американскому закону, является обладание им достаточной новизной.